# Championnat de France de football de deuxième division 1986-1987
Navigation
Division 2 1985-1986 Division 2 1987-1988
Le Championnat de France de football Division 2 1986-1987 a vu la victoire du Montpellier La Paillade Sport Club.

## Les 36 clubs participants
| Groupe A - SC Abbeville - Amiens SC - Angers SCO - AS Beauvais - Stade Malherbe Caennais - USL Dunkerque - EA Guingamp - AEP Bourg-sous-la-Roche - FC Mulhouse - Chamois niortais FC - US Orléans - Stade Quimpérois - AS Red Star 93 - Stade de Reims - CO Saint-Dizier - RC Strasbourg - FC Tours - US Valenciennes-Anzin | Groupe B - GFCO Ajaccio - Olympique d'Alès - SC Bastia - AS Béziers - FC Bourges - AS Cannes - CS Louhans-Cuiseaux - FC Gueugnon - Istres Sports - USF Le Puy - Limoges FC - Olympique lyonnais - FC Martigues - FC Montceau Bourgogne - Montpellier PSC - Nîmes Olympique - FC Sète - CS Thonon |

## Classement final Groupe A[1]
Victoire à 2 points
| Rang | Équipe                  | Pts | J  | G  | N  | P  | Bp | Bc | Diff |
| ---- | ----------------------- | --- | -- | -- | -- | -- | -- | -- | ---- |
| 1    | Chamois Niortais FC     | 55  | 34 | 24 | 7  | 3  | 48 | 15 | +33  |
| 2    | SM Caen                 | 49  | 34 | 21 | 6  | 7  | 62 | 30 | +32  |
| 3    | FC Mulhouse             | 46  | 34 | 16 | 14 | 4  | 54 | 29 | +25  |
| 4    | Stade de Reims          | 43  | 34 | 18 | 7  | 9  | 53 | 34 | +19  |
| 5    | Stade Quimpérois        | 41  | 34 | 14 | 13 | 7  | 48 | 36 | +12  |
| 6    | AS Beauvais             | 38  | 34 | 15 | 8  | 11 | 47 | 39 | +8   |
| 7    | Tours FC                | 35  | 34 | 11 | 13 | 10 | 37 | 36 | +1   |
| 8    | USL Dunkerque           | 33  | 34 | 12 | 9  | 13 | 33 | 41 | -8   |
| 9    | RC Strasbourg           | 32  | 34 | 12 | 8  | 14 | 42 | 40 | +2   |
| 10   | EA Guingamp             | 32  | 34 | 10 | 12 | 12 | 48 | 47 | +1   |
| 11   | US Orléans              | 32  | 34 | 11 | 10 | 13 | 33 | 35 | -2   |
| 12   | Angers SCO              | 32  | 34 | 9  | 14 | 11 | 34 | 41 | -7   |
| 13   | US Valenciennes-Anzin   | 31  | 34 | 10 | 11 | 13 | 37 | 39 | -2   |
| 14   | AEP Bourg-sous-la-Roche | 29  | 34 | 9  | 11 | 14 | 34 | 40 | -6   |
| 15   | SC Abbeville            | 26  | 34 | 8  | 10 | 16 | 28 | 44 | -16  |
| 16   | CO Saint-Dizier         | 24  | 34 | 6  | 12 | 16 | 34 | 52 | -18  |
| 17   | Amiens SC               | 23  | 34 | 5  | 13 | 16 | 25 | 56 | -31  |
| 18   | AS Red Star 93          | 12  | 34 | 4  | 4  | 26 | 25 | 68 | -43  |

| Légende : Qualifications et relégations | Légende : Qualifications et relégations |
| --------------------------------------- | --------------------------------------- |
|                                         | Promu en Première division              |
|                                         | Participation aux barrages              |
|                                         | Relégation en troisième division        |
|                                         | P : Promu                               |

## Classement final Groupe B[1]
Victoire à 2 points
| Rang | Équipe              | Pts | J  | G  | N  | P  | Bp | Bc | Diff |
| ---- | ------------------- | --- | -- | -- | -- | -- | -- | -- | ---- |
| 1    | Montpellier PSC     | 52  | 34 | 22 | 8  | 4  | 73 | 25 | +48  |
| 2    | Olympique lyonnais  | 48  | 34 | 19 | 10 | 5  | 71 | 28 | +43  |
| 3    | AS Cannes           | 45  | 34 | 20 | 5  | 9  | 57 | 24 | +33  |
| 4    | Olympique d'Alès    | 43  | 34 | 16 | 11 | 7  | 48 | 24 | +24  |
| 5    | SC Bastia           | 41  | 34 | 17 | 7  | 10 | 62 | 50 | +12  |
| 6    | Nîmes Olympique     | 38  | 34 | 13 | 12 | 9  | 62 | 45 | +17  |
| 7    | Limoges FC          | 36  | 34 | 13 | 10 | 11 | 35 | 34 | +1   |
| 8    | FC Sète             | 35  | 34 | 13 | 9  | 12 | 40 | 41 | -1   |
| 9    | FC Montceau         | 34  | 34 | 12 | 10 | 12 | 41 | 38 | +3   |
| 10   | CS Louhans-Cuiseaux | 34  | 34 | 11 | 12 | 11 | 41 | 44 | -3   |
| 11   | FC Gueugnon         | 33  | 34 | 10 | 13 | 11 | 31 | 42 | -11  |
| 12   | USF Le Puy          | 30  | 34 | 10 | 10 | 14 | 36 | 40 | -4   |
| 13   | GFC Ajaccio         | 29  | 34 | 10 | 9  | 15 | 38 | 51 | -13  |
| 14   | Istres Sports       | 29  | 34 | 9  | 11 | 14 | 33 | 47 | -14  |
| 15   | FC Martigues        | 27  | 34 | 9  | 9  | 16 | 29 | 41 | -12  |
| 16   | CS Thonon           | 24  | 34 | 7  | 10 | 17 | 27 | 45 | -18  |
| 17   | FC Bourges          | 22  | 34 | 7  | 8  | 19 | 32 | 60 | -28  |
| 18   | AS Béziers          | 12  | 34 | 2  | 8  | 24 | 18 | 95 | -77  |

| Légende : Qualifications et relégations | Légende : Qualifications et relégations |
| --------------------------------------- | --------------------------------------- |
|                                         | Promu en Première division              |
|                                         | Participation aux barrages              |
|                                         | Relégation en troisième division        |
|                                         | Rétrogradation                          |
|                                         | P : Promu                               |

## Barrages
- Matchs de Pré-barrages : SM Caen - AS Cannes 1-2 et Olympique lyonnais - FC Mulhouse 4-3
- Barrage : AS Cannes - Olympique lyonnais 1-0 / 1-1 (2-1)
- Barrage D1-D2 : FC Sochaux (D1) - AS Cannes (D2) 1-0 / 0-2 (1-2)
- Match des champions : Chamois niortais FC - Montpellier HSC 0-1 / 1-3 (1-4)

## Tableau d'honneur
- Montée en D1 : Chamois niortais FC, Montpellier PSC, AS Cannes
- Descente en D2 : Stade rennais FC, FC Sochaux, AS Nancy-Lorraine
- Montée en D2 : SO Châtellerault, CLS Dijon, FC Grenoble, FC Lorient, US Melun, FC Rouen
- Descente en D3 : Amiens SC, AS Red Star 93, FC Bourges, AS Béziers, dépôt de bilan : CS Thonon, Limoges FC

## Buteurs
| Place | Joueur           | Nationalité         | Club        | Buts | Groupe |
| ----- | ---------------- | ------------------- | ----------- | ---- | ------ |
| 1er   | Tony Kurbos      | Allemagne           | FC Mulhouse | 22   | Gr A   |
| 2e    | Gaspard N'Gouete | République du Congo | SC Bastia   | 21   | Gr B   |